# Aedes desmotes
Aedes desmotes är en tvåvingeart som först beskrevs av Giles 1904.  Aedes desmotes ingår i släktet Aedes och familjen stickmyggor. Inga underarter finns listade i Catalogue of Life.